# Turja (patak)
A Turja (más néven Turia, Turja-patak, ukránul: Тур'я, Turja) patak Kárpátalján, az Ung bal oldali mellékvize. Hossza 35 km, vízgyűjtő területe 467 km². Esése 20 m/km.
Poroskő és Turjavágás között jön létre a Sipot és egy másik patak összefolyásából. Ószemere mellett ömlik az Ungba.
Turjaremetén a 19. század elején a napóleoni háborúk után ide száműzött francia tisztek meghonosították a békahús (rántott ill. párolt békacomb) fogyasztását. A 2010-es évekre ez maradt Kárpátalja egyetlen települése, ahol kereskedelmi célból békát gyűjtenek. Az állatokat április-májusban hálókkal, vagy akár puszta kézzel gyűjtik a Turja patakban. Mivel azonban egy-egy szezonban akár 50 ezer békát is fognak, köztük védett fajokhoz tartozókat is, biológusok szerint ez veszélyt jelenthet a patak élővilágára.

## Települések a folyó mentén
- Turjavágás (Тур'я Пасіка)
- Rákó (Раково)
- Turjaremete (Тур'ї Ремети)
- Ószemere (Сімер)

## Mellékvizek
Jelentősebb mellékvizei (zárójelben a torkolattól mért távolság):
- Bisztrik (bal part)
- Turica (jobb part, 8,5 km)
- Sipot (jobb part, 26 km)